# Eichenberg (Ausztria)
Eichenberg település Ausztria legnyugatibb tartományának, Vorarlbergnek a Bregenzi járásában található. Területe 11,59 km², lakosainak száma 394 fő, népsűrűsége pedig 34 fő/km² (2014. január 1-jén). A település 790-890 méteres tengerszint feletti magasságban helyezkedik el.

## Fordítás
- Ez a szócikk részben vagy egészben  az   Eichenberg, Austria című angol Wikipédia-szócikk ezen változatának fordításán alapul.  Az eredeti cikk szerkesztőit annak laptörténete sorolja fel. Ez a jelzés csupán a megfogalmazás eredetét és a szerzői jogokat jelzi, nem szolgál a cikkben szereplő információk forrásmegjelöléseként.